# Fakaofo (village)
Cet article concerne la localité. Pour l'atoll, voir Fakaofo.
Fakaofo est un village néo-zélandais situé aux Tokelau. La localité est située au nord-ouest de l'atoll homonyme et comptait 515 habitants en 2013, ce qui en fait la localité la plus importante de l'archipel, qui ne compte que quelque 1 400 habitants. 
70 % de la population est congrégationaliste, 22 % est catholique.
On y trouve une immense statue de Tui Tokelau, ancienne divinité locale.